# Hydrobiosella amblyopia
Hydrobiosella amblyopia är en nattsländeart som beskrevs av Arturs Neboiss 1982. Hydrobiosella amblyopia ingår i släktet Hydrobiosella och familjen stengömmenattsländor. Inga underarter finns listade i Catalogue of Life.